# Meravelles del mar
Meravelles del mar (originalment en anglès, Wonders of the Sea 3D) és un documental del 2017 codirigit per Jean-Michel Cousteau i narrat per Arnold Schwarzenegger.
Schwarzenegger va expressar l'esperança que la pel·lícula fes per a la conservació marina el que va fer la pel·lícula Febre del dissabte nit (1977) per al ball disco, i el que la pel·lícula Pumping Iron (1977), protagonitzada pel Schwarzenegger, va fer per a les abonaments als gimnassos. Quan la pel·lícula es va projectar al Festival Internacional de Cinema de Sant Sebastià de 2017, Schwarzenegger va argumentar: "No accepteu mai la idea que el medi ambient hauria de ser un tema polític... no hi ha aire demòcrata ni republicà, no hi ha aigua demòcrata ni republicana. Respirem el mateix aire i bevem la mateixa aigua." El documental es va rodar durant tres anys en ubicacions que van des de Fiji fins a les Bahames. El repartiment inclou Céline, Fabien i Jean-Michel Cousteau.
La pel·lícula ha estat ressenyada en mitjans estatunidencs com Variety i The Hollywood Reporter. La pel·lícula també ha rebut comentaris al Canadà pel Toronto Star, el National Post,The Globe and Mail, The Georgia Straight, Now Magazine, Original Cin, i What She Said, a Espanya per El País, a les Filipines pel Philippine Daily Inquirer, i a Itàlia per Mymovies.it i Comingsoon.it. El 22 de desembre de 2021 es va estrenar el doblatge en català al canal 33.